# Estadio Mansiche
Het Estadio Mansiche is een multifunctioneel stadion in Trujillo, een stad in Peru. Het stadion wordt vooral gebruikt voor voetbalwedstrijden, de voetbalclubs CD Universidad César Vallejo en Carlos A. Mannucci maken gebruik van dit stadion. In het stadion is plaats voor 25.000 toeschouwers. Het stadion werd geopend in 1946 en is daarna nog een aantal keer gerenoveerd.

## Internationaal toernooi
Dit stadion werd gebruikt voor wedstrijden op de Copa América 2004. Dat toernooi werd van 6 juli tot en met 25 juli in Peru gespeeld. In totaal waren er 3 wedstrijden, twee in de groepsfase van het toernooi en de kwartfinale tussen Colombia en Costa Rica (2–0).
| № | Datum        | Wedstrijd             | Uitslag | Toernooi                        | Toeschouwers |
| - | ------------ | --------------------- | ------- | ------------------------------- | ------------ |
| 1 | 12 juli 2004 | Venezuela – Bolivia   | 1 – 1   | Copa América 2004 – groepsfase  | 25.000       |
| 2 | 12 juli 2004 | Peru – Colombia       | 2 – 2   | Copa América 2004 – groepsfase  | 25.000       |
| 3 | 17 juli 2004 | Colombia – Costa Rica | 2 – 0   | Copa América 2004 – kwartfinale | 18.000       |